# Aphonoides namalata
Aphonoides namalata är en insektsart som beskrevs av Otte, D. och Cowper 2007. Aphonoides namalata ingår i släktet Aphonoides och familjen syrsor. Inga underarter finns listade i Catalogue of Life.